# Зебретеу
Зебретеу (рум. Zăbrătău) — село у повіті Ковасна в Румунії. Входить до складу комуни Сіта-Бузеулуй.
Село розташоване на відстані 131 км на північ від Бухареста, 38 км на південний схід від Сфинту-Георге, 149 км на захід від Галаца, 40 км на схід від Брашова.

## Населення
За даними перепису населення 2002 року у селі проживали 563 особи, з них 561 особа (99,6%) румунів. Рідною мовою 561 особа (99,6%) назвала румунську.